# 유럽 연합 대표부

유럽 연합
유럽 연합 대표부가 위치한 나라

유럽 연합 대표부는 유럽 연합 회원국 이외의 국가, 국제 기구에서 유럽 연합을 대표하는 외교 공관이다. 유럽 연합의 회원국들은 많은 문제에 대한 외교 정책에 일치한다. 유럽 연합은 세계 최대의 무역 블록이자 관세 동맹이고 세계 각지에서 인도주의 및 개발 지원 공여에 참여하는 공동체이므로 주요 결정 기관인 유럽 연합 집행위원회가 외교 관계라는 범위 안에서 운영하는 전 세계의 광범위한 대표부 네트워크를 보유하고 있다. 유럽 연합은 또한 공동 외교 안보 정책에 명시된 바와 같이 유럽 연합 회원국이 공유하는 정치적, 안보적 관점을 대표한다.
유럽 연합 대표부는 가능한 한 동일한 경계에서 유럽 연합 회원국의 외교 대표를 조정할 책임이 있다. 이들은 또한 지역 사회 당국, 특히 유럽 연합 정상회의 상임의장, 유럽 연합 집행위원회 위원 또는 유럽 의회 의원이 자신이 담당하는 국가 또는 기구를 조직하고 방문할 책임이 있다. 유럽 연합 대표부는 대사가 이끄는데 활동의 다양한 영역을 촉진하고 조정하는 일을 담당하며 특정 성격과 법적, 정치적 운영 메커니즘에 따라 기능적으로 구분된다.
유럽 연합의 전신인 유럽 석탄 철강 공동체는 1952년에 창설된 이후에 벨기에 브뤼셀에 있던 자신들의 임무를 공동체에 인가하기 시작했고 1955년에 영국 런던에 첫 대표부를 설립했다. 유럽 연합 대표부는 1960년대에 3개의 유럽의 공동체의 집행 기관이 단일 위원회로 통합되면서 증가하기 시작했다. 최근까지 몇몇 국가에서는 유럽 연합 대표부가 외교 사절로써의 완전한 지위를 갖는 것에 대해 유보적인 입장을 표명했었다. 1992년에 발효된 마스트리흐트 조약 제20조는 유럽 연합 대표부와 회원국의 외교 공관이 "유럽 연합 집행위원회에서 채택한 공통된 입장과 행동이 준수되고 이행되도록 보장하기 위해 협력할 것"을 요구한다.
유럽 연합 대표부는 2009년 12월 1일에 발효된 리스본 조약에 의해 설립되었으며 분권화로 인해 유럽 연합의 외부 가시성을 저해하던 공동체 기구의 부문별 대표부를 통합했다. 이것은 이러한 새로운 외교 사절이 종종 진정한 유럽 대사관과 동일시되는 이유이다. 이러한 의미적 동화는 진정으로 고유한 성격이 유지되는 한 받아들여질 수 있는데 이는 국제법상 세계 최초의 다국적 외교 임무를 수행하는 외국 단위에 해당한다.
유럽 연합 대표부는 리스본 조약에 따라 신설된 유럽 연합 외교 문제·안보 정책 고위대표에게 보고하는 유럽 대외행동부에서 관리한다. 유럽 연합 대표부 소속 외교관들은 일반적으로 주재 국가의 수도와 다자간 국제 기구가 위치한 도시에만 파견된다. 유럽 연합 대표부의 임무는 회원국들의 임무와는 별도로 수행되지만 어떤 상황에서는 자원과 시설을 공유할 수도 있다. 유럽 연합 대표부는 때때로 유럽 연합 집행위원회가 고위대표의 제안에 따라 특정한 정치적 또는 외교적 권한을 수행하기 위하여 임명한 특정 특별 대표의 존재를 통해 보완된다.
유럽 연합 대표부는 회원국의 외교 공관과 별도로 운영하지만 경우에 따라 자원과 시설을 공유할 수 있다. 유럽 연합 집행위원회는 또한 각 회원국에서 대표성을 유지한다.

## 유럽
| - 알바니아: 티라나 (대표부) - 아르메니아: 예레반 (대표부) - 아제르바이잔: 바쿠 (대표부) - 벨라루스: 민스크 (대표부) - 보스니아 헤르체고비나: 사라예보 (대표부) - 조지아: 트빌리시 (대표부) - 아이슬란드: 레이캬비크 (대표부) - 코소보: 프리슈티나 (유럽 연합 집행위원회 연락사무소) - 몰도바: 키시너우 (대표부) | - 몬테네그로: 포드고리차 (대표부) - 북마케도니아: 스코페 (대표부) - 노르웨이: 오슬로 (대표부) - 러시아: 모스크바 (대표부) - 세르비아: 베오그라드 (대표부) - 스위스: 베른 (대표부) - 튀르키예: 앙카라 (대표부) - 우크라이나: 키이우 (대표부) - 영국: 런던 (대표부) |

## 아프리카
| - 알제리: 알제 (대표부) - 앙골라: 루안다 (대표부) - 베냉: 코토누 (대표부) - 보츠와나: 가보로네 (대표부) - 부르키나파소: 와가두구 (대표부) - 부룬디: 부줌부라 (대표부) - 카메룬: 야운데 (대표부) - 카보베르데: 프라이아 (대표부) - 중앙아프리카 공화국: 방기 (대표부) - 차드: 은자메나 (대표부) - 코모로: 모로니 (대표부) - 콩고 공화국: 브라자빌 (대표부) - 콩고 민주 공화국: 킨샤사 (대표부) - 지부티: 지부티 (대표부) - 이집트: 카이로 (대표부) - 에리트레아: 아스마라 (대표부) - 에스와티니: 음바바네 (대표부) - 에티오피아: 아디스아바바 (대표부) - 가봉: 리브르빌 (대표부) - 감비아: 반줄 (대표부) - 가나: 아크라 (대표부) - 기니: 코나크리 (대표부) - 기니비사우: 비사우 (대표부) - 코트디부아르: 아비장 (대표부) - 케냐: 나이로비 (대표부) - 레소토: 마세루 (대표부) | - 라이베리아: 몬로비아 (대표부) - 리비아: 트리폴리 (대표부) - 마다가스카르: 안타나나리보 (대표부) - 말라위: 릴롱궤 (대표부) - 말리: 바마코 (대표부) - 모리타니: 누악쇼트 (대표부) - 모리셔스: 포트루이스 (대표부) - 모로코: 라바트 (대표부) - 모잠비크: 마푸투 (대표부) - 나미비아: 빈트후크 (대표부) - 니제르: 니아메 (대표부) - 나이지리아: 아부자 (대표부) - 르완다: 키갈리 (대표부) - 세네갈: 다카르 (대표부) - 시에라리온: 프리타운 (대표부) - 소말리아: 모가디슈 (대표부) - 남아프리카 공화국: 프리토리아 (대표부) - 남수단: 주바 (대표부) - 수단: 하르툼 (대표부) - 탄자니아: 다르에스살람 (대표부) - 토고: 로메 (대표부) - 튀니지: 튀니스 (대표부) - 우간다: 캄팔라 (대표부) - 잠비아: 루사카 (대표부) - 짐바브웨: 하라레 (대표부) |

## 아시아
| - 아프가니스탄: 카불 (대표부) - 방글라데시: 다카 (대표부) - 캄보디아: 프놈펜 (대표부) - 중국: 베이징 (대표부) - 홍콩: 홍콩 (대표부) - 동티모르: 딜리 (대표부) - 인도: 뉴델리 (대표부) - 인도네시아: 자카르타 (대표부) - 이라크: 바그다드 (대표부) - 이스라엘: 텔아비브 (대표부) - 일본: 도쿄 (대표부) - 요르단: 암만 (대표부) - 카자흐스탄: 아스타나 (대표부) - 쿠웨이트: 쿠웨이트시티 (대표부) - 키르기스스탄: 비슈케크 (대표부) - 라오스: 비엔티안 (대표부) - 레바논: 베이루트 (대표부) - 말레이시아: 쿠알라룸푸르 (대표부) | - 몽골: 울란바토르 (대표부) - 미얀마: 양곤 (대표부) - 네팔: 카트만두 (대표부) - 파키스탄: 이슬라마바드 (대표부) - 팔레스타인: 동예루살렘 (유럽 연합 집행위원회 기술 지원 사무소) - 필리핀: 마닐라 (대표부) - 카타르: 도하 (대표부) - 사우디아라비아: 리야드 (대표부) - 싱가포르: 싱가포르 (대표부) - 대한민국: 서울 (대표부) - 스리랑카: 콜롬보 (대표부) - 대만: 타이베이 (유럽 경제 통상 사무소) - 타지키스탄: 두샨베 (대표부) - 태국: 방콕 (대표부) - 투르크메니스탄: 아시가바트 (대표부) - 아랍에미리트: 아부다비 (대표부) - 우즈베키스탄: 타슈켄트 (유로파 하우스) - 베트남: 하노이 (대표부) |

## 북아메리카
| - 바베이도스: 브리지타운 (대표부) - 벨리즈: 벨모판 (대표부) - 캐나다: 오타와 (대표부) - 코스타리카: 산호세 (대표부) - 쿠바: 아바나 (대표부) - 도미니카 공화국: 산토도밍고 (대표부) - 엘살바도르: 산살바도르 (대표부) - 과테말라: 과테말라시티 (대표부) | - 아이티: 포르토프랭스 (대표부) - 온두라스: 테구시갈파 (대표부) - 자메이카: 킹스턴 (대표부) - 멕시코: 멕시코시티 (대표부) - 니카라과: 마나과 (대표부) - 파나마: 파나마시티 (대표부) - 트리니다드 토바고: 포트오브스페인 (대표부) - 미국: 워싱턴 D.C. (대표부) |

## 남아메리카
| - 아르헨티나: 부에노스아이레스 (대표부) - 볼리비아: 라파스 (대표부) - 브라질: 브라질리아 (대표부) - 칠레: 산티아고 (대표부) - 콜롬비아: 보고타 (대표부) - 에콰도르: 키토 (대표부) | - 가이아나: 조지타운 (대표부) - 파라과이: 아순시온 (대표부) - 페루: 리마 (대표부) - 우루과이: 몬테비데오 (대표부) - 베네수엘라: 카라카스 (대표부) |

## 오세아니아
| - 오스트레일리아: 캔버라 (대표부) - 피지: 수바 (대표부) - 뉴질랜드: 웰링턴 (대표부) - 파푸아뉴기니: 포트모르즈비 (대표부) | - 사모아: 아피아 (대표부) - 솔로몬 제도: 호니아라 (대표부) - 바누아투: 포트빌라 (대표부) |

## 비상주 공관
바베이도스 브리지타운 주재 유럽 연합 대표부에서 겸임:
- 앤티가 바부다
- 바하마
- 도미니카 연방
- 그레나다
- 세인트키츠 네비스
- 세인트루시아
- 세인트빈센트 그레나딘

피지 수바 주재 유럽 연합 대표부에서 겸임:
- 키리바시
- 마셜 제도
- 미크로네시아 연방
- 나우루
- 팔라우
- 통가
- 투발루

## 유럽 연합 대표부가 설치되지 않은 나라
| - 바레인 - 부탄 - 브루나이 - 적도 기니 - 이란 - 몰디브 - 조선민주주의인민공화국 | - 오만 - 상투메 프린시페 - 세이셸 - 수리남 - 시리아 - 예멘 |

## 국제 기구
- 에티오피아 아디스아바바: 아프리카 연합 주재 유럽 연합 대표부
- 스위스 제네바: 유엔·세계무역기구(WTO) 주재 유럽 연합 대표부
- 인도네시아 자카르타: 동남아시아 국가 연합(ASEAN) 주재 유럽 연합 대표부
- 미국 뉴욕: 유엔 주재 유럽 연합 대표부
- 프랑스 파리: 유네스코·경제협력개발기구(OECD) 주재 유럽 연합 대표부
- 이탈리아 로마: 성좌·몰타 기사단·산마리노·유엔식량농업기구(FAO)·세계 식량 계획(WFP)·국제 농업 개발 기금(IFAD) 주재 유럽 연합 대표부
- 프랑스 스트라스부르: 유럽 평의회 주재 유럽 연합 대표부
- 오스트리아 빈: 국제 원자력 기구(IAEA)·유엔 마약 범죄 사무소(UNODC)·유엔 산업 개발 기구(UNIDO))·유럽 안보 협력 기구(OSCE) 주재 유럽 연합 대표부

## 사진

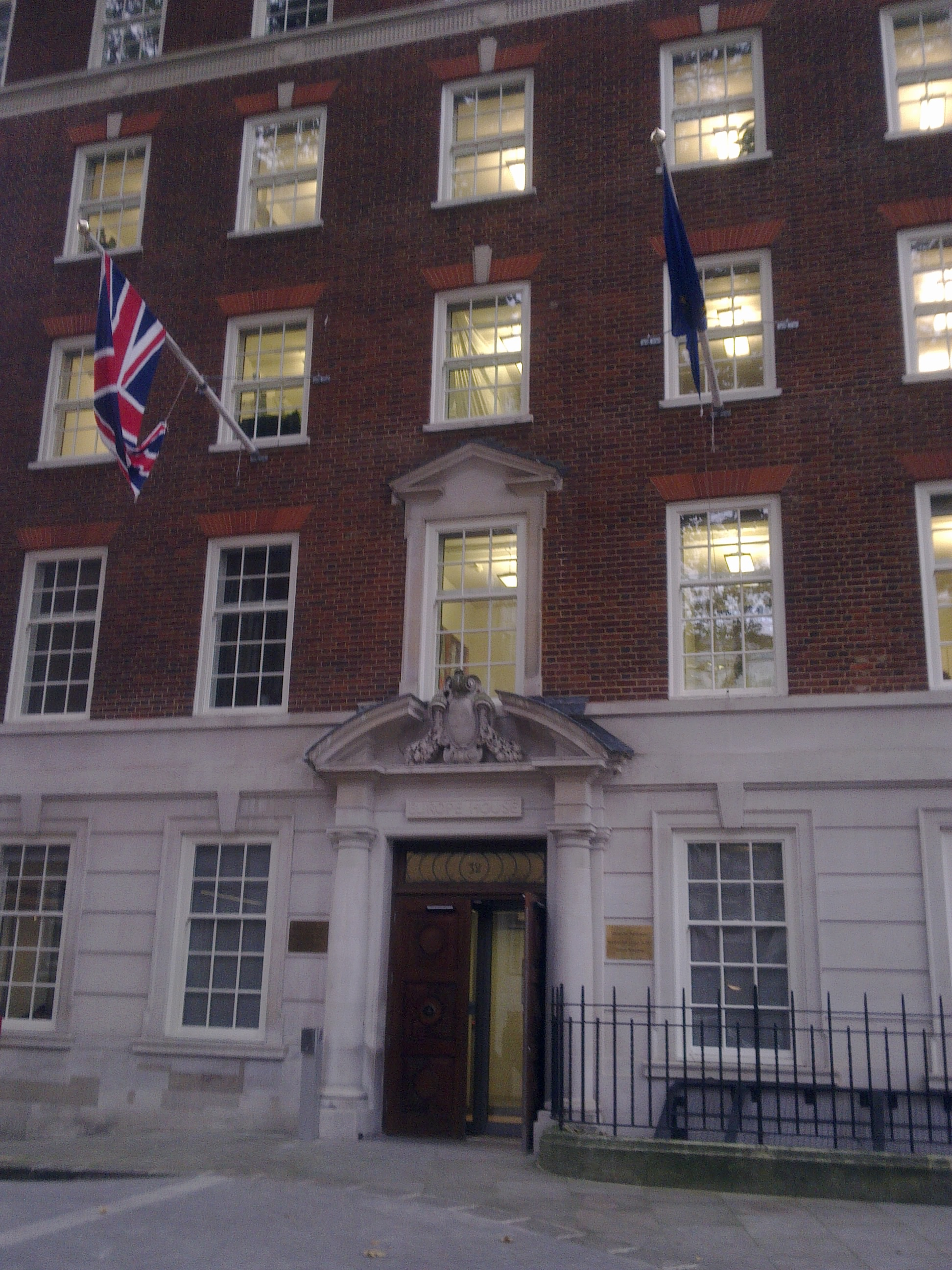
영국 런던 주재 유럽 연합 대표부 청사
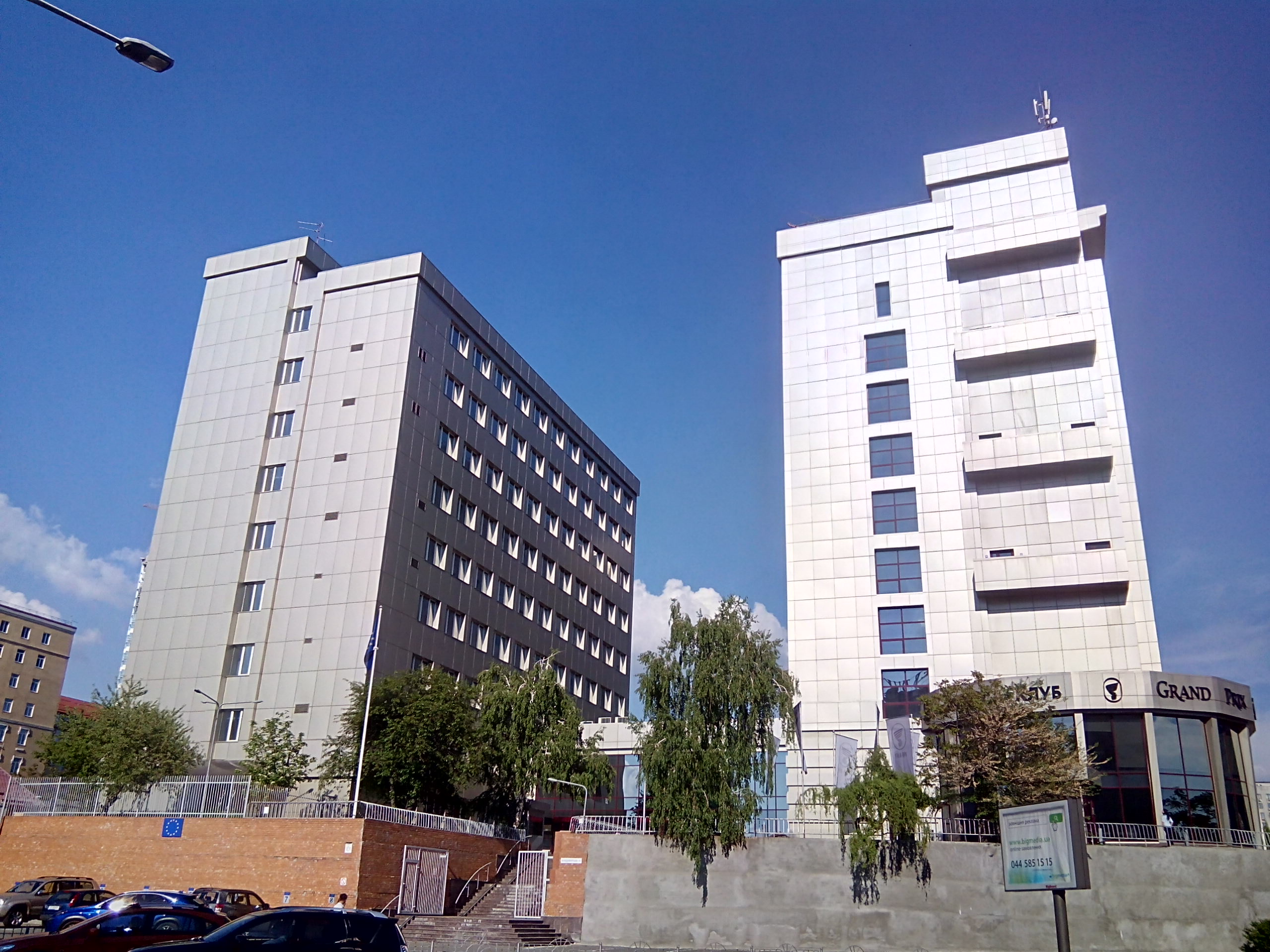
우크라이나 키이우 주재 유럽 연합 대표부 청사
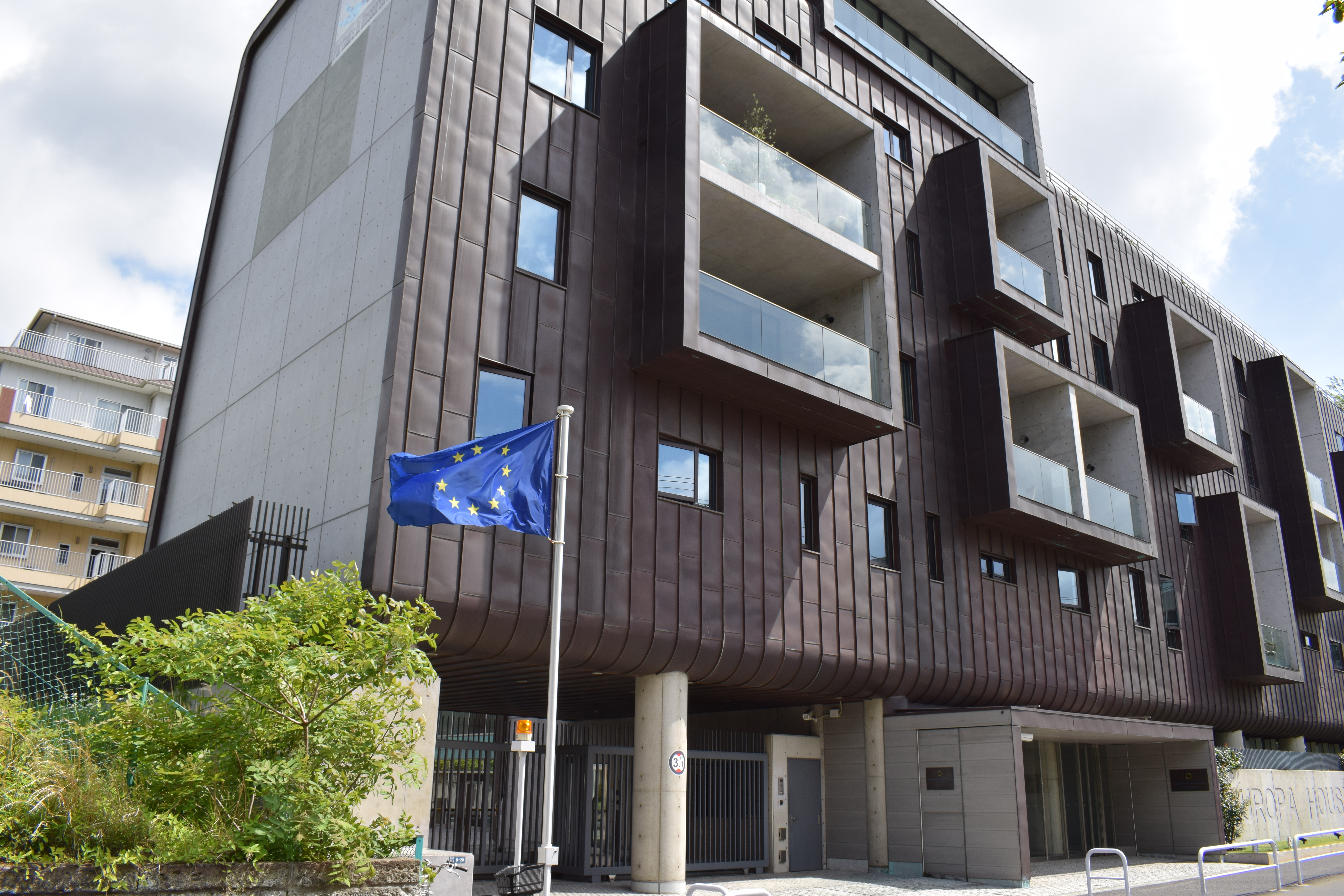
일본 도쿄 주재 유럽 연합 대표부 청사
대한민국 서울 주재 유럽 연합 대표부 청사
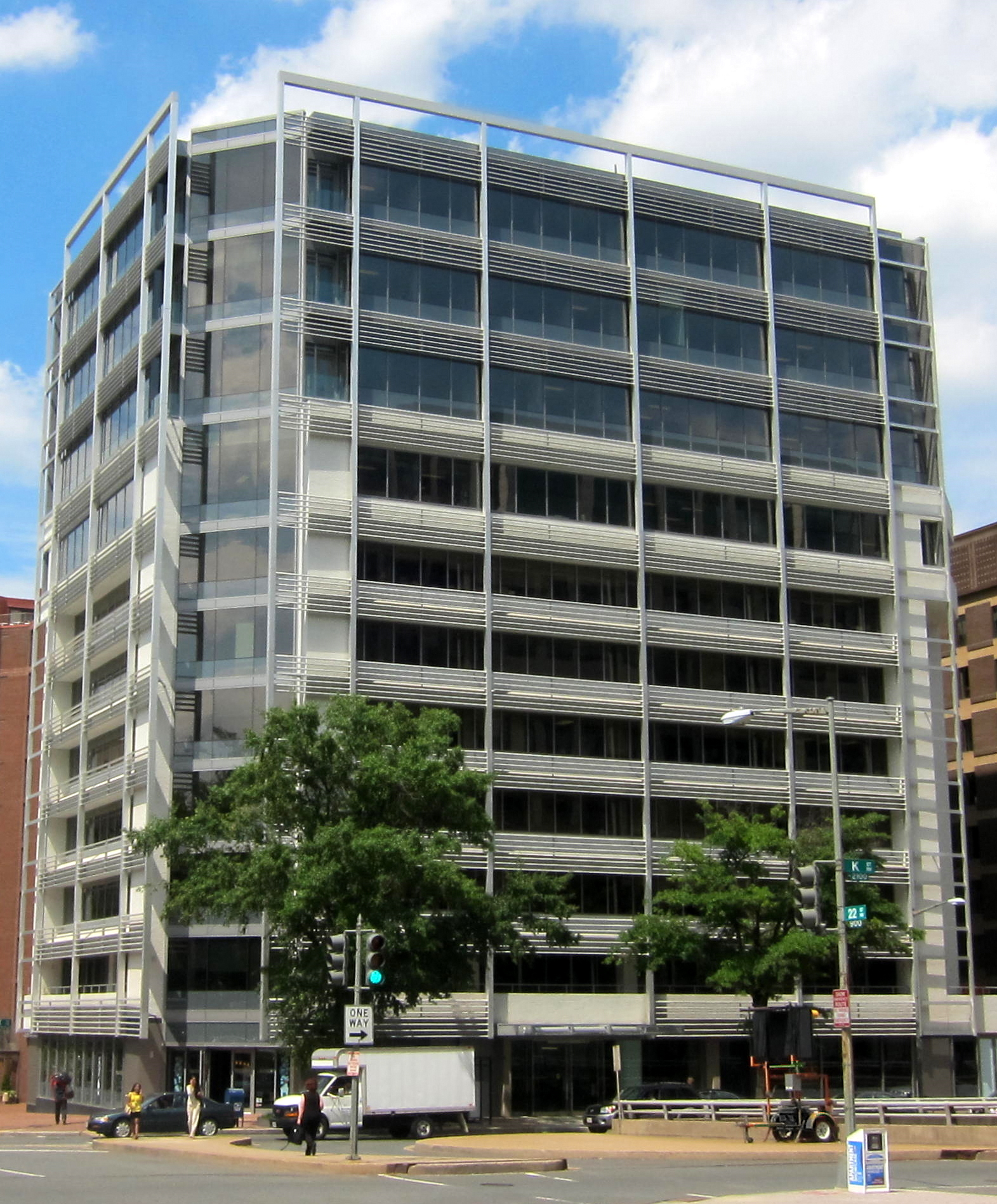
미국 워싱턴 D.C. 주재 유럽 연합 대표부 청사
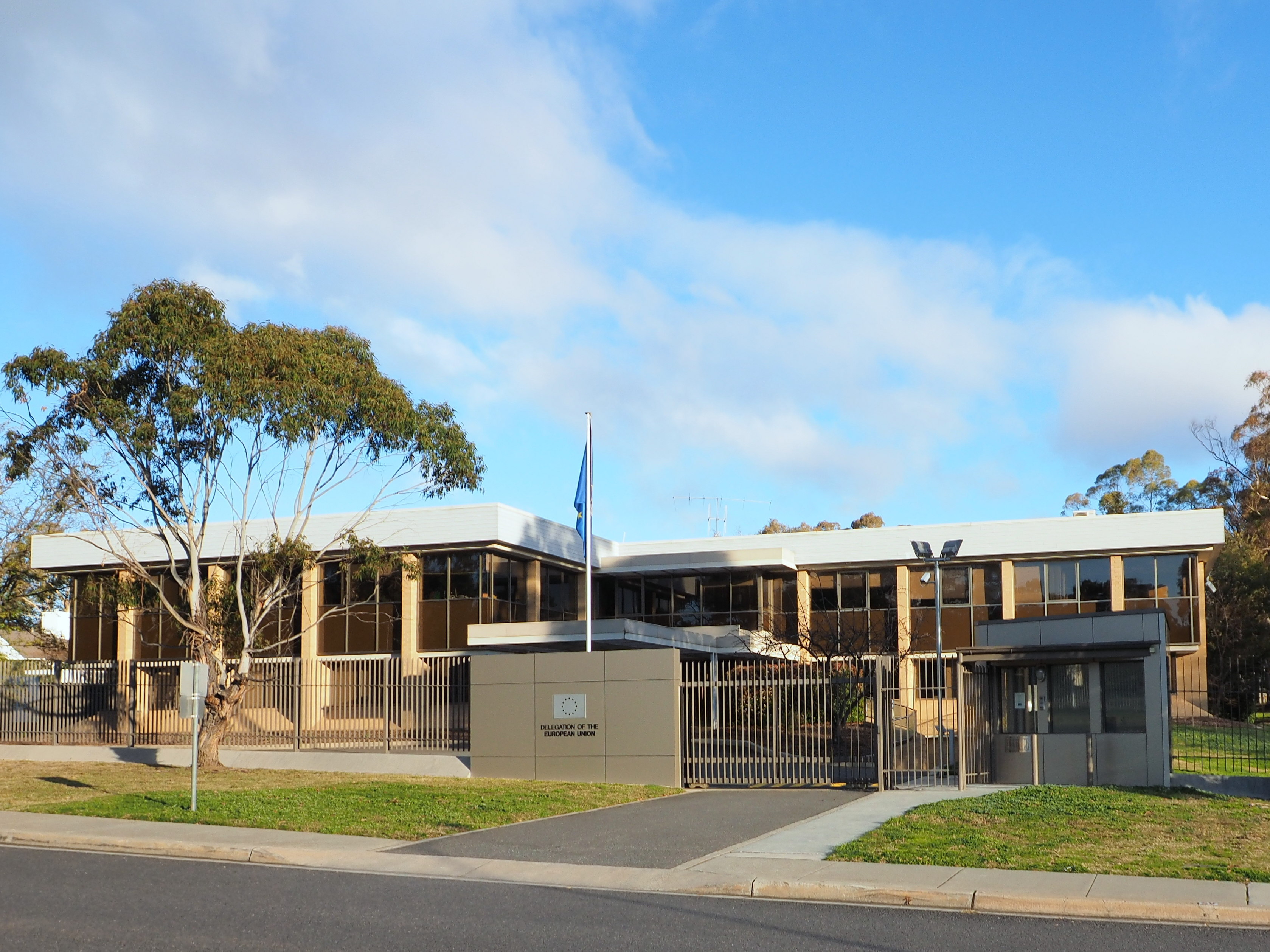
오스트레일리아 캔버라 주재 유럽 연합 대표부 청사